# Red Bluff
Red Bluff is een plaats (city) in de Amerikaanse staat Californië, en valt bestuurlijk gezien onder Tehama County.

## Demografie
Bij de volkstelling in 2000 werd het aantal inwoners vastgesteld op 13.147.
In 2006 is het aantal inwoners door het United States Census Bureau geschat op 14.005, een stijging van 858 (6.5%).

## Geografie
Volgens het United States Census Bureau beslaat de plaats een oppervlakte van
19,6 km², waarvan 19,3 km² land en 0,3 km² water.

## Plaatsen in de nabije omgeving
De onderstaande figuur toont nabijgelegen plaatsen in een straal van 32 km rond Red Bluff.

## Geboren
- Tom Bruce (1952-2020), zwemmer